# Dariusz Skura
Dariusz Skura (ur. 2 lipca 1965) – polski lekkoatleta, specjalizujący się w biegach średniodystansowych i długodystansowych.

## Osiągnięcia
- Mistrzostwa Polski seniorów w lekkoatletyce

- Poznań 1987 – srebrny medal w biegu na 1500 m
- Ostrów Wielkopolski 1989 – brązowy medal w biegu przełajowym na 6 km
- 1990

- Piła – srebrny medal w biegu na 5000 m
- Olsztyn – srebrny medal w biegu przełajowym na 7 km

## Rekordy życiowe
- bieg na 800 metrów

- stadion – 1:47,67 (Lublin 1987)

- bieg na 1000 metrów

- stadion – 2:22,20 (Lublin 1984)

- bieg na 1500 metrów

- stadion – 3:40,03 (Sopot 1987)

- bieg na 3000 metrów

- stadion – 8:02,49 (Warszawa 1990)

- bieg na 5000 metrów

- stadion – 13:49,70 (Sopot 1990)